# ファミコンミニ
ファミコンミニ（FAMICOM MINI）は、過去にファミリーコンピュータ用として発売されたゲームソフトを任天堂がゲームボーイアドバンス向けに移植したシリーズ。2004年に第1弾、第2弾、ディスクシステムセレクションの3回に分け、それぞれ10タイトルずつ発売された。

## 概要
ファミコンミニは、ファミリーコンピュータの20周年を記念して発売された。基本的にはオリジナルを純粋に移植しており、アレンジなどはなされていない。
オリジナルが2人用プレイに対応している場合、ファミコンミニでもゲームボーイアドバンスを2台使用しての交互もしくは同時プレイが可能である。ワイヤレスアダプタも使用可能。1カートリッジでも2カートリッジでも通信プレイが可能であるほか、1カートリッジで通信プレイを行った場合も通信モードを解除することで両プレイヤーが個別に1人プレイ可能である。
変更された部分としては、ハード間の画面解像度の違いによるグラフィックの調整や、ハイスコアとエディットしたステージのセーブが可能になった点などが上げられる。
解像度については、ファミリーコンピュータが256×240ドットであるのに対しGBAは240×160ドットと小さいため、基本的に縦を3/4に縮小している。これにより256×180となり、縦20ドット、横16ドット不足するが、画面の周辺部は元々アナログTVの構造上表示されない場合が多いため問題は少ない。そのほか、キャラクターには縮小を掛けないことやドットパターンの書き換えが行われるなど、微調整が加えられている。
発売日前後に放映されたテレビCMでは、コインランドリーや駅のホームなどの日常生活の中でファミコンミニをプレイする姿が描かれていた（佐藤隆太、PUFFYなど有名人も出演）。
第1弾の発売日は2004年2月14日（GBASPファミコンカラーと同時発売）、第2弾の発売日は5月21日。赤と白のツートンカラーのカートリッジと、小型のプラスチックケースに当時のカートリッジの箱を縮小した箱を収めたパッケージが特徴。また、同年8月10日にはディスクシステムの作品を同様に移植、ディスクカードを模した黄色1色のカートリッジの"ディスクシステムセレクション"が発売された。なお、ディスクシステム版リリース時に前後編の2枚構成であったものは、前後編まとめて1本のカートリッジに移植されている（ロード画面も再現された。詳しくは後述）。また、このほかに景品用の非売品も存在する。
なお、後に他社からも過去のファミリーコンピュータ作品を収録したタイトル（『ハドソンベストコレクション』、『燃えろ!!ジャレココレクション』など）がゲームボーイアドバンス向けにリリースされており、中にはファミコンミニと収録タイトルが重複しているものもある。

## タイトル
各データは元となったファミリーコンピュータ版のもの。ドンキーコングとマリオブラザーズのパッケージデザインは、1984年にあったソフトの価格改定後のものとなっている。

### 第1弾
『スーパーマリオブラザーズ』については2003年末に行われた「ホットマリオキャンペーン」の景品である「ゲームボーイアドバンスSP 限定版ファミコンカラー」に、同作の非売品表記版が同梱された（ワイヤレスアダプタが非対応などの違いはある）。また、2005年9月13日、スーパーマリオ生誕20周年記念を銘打ったゲームボーイミクロの発売とともに再発売された。
| タイトル                 | メーカー | 発売日         |
| ------------------------ | -------- | -------------- |
| スーパーマリオブラザーズ | 任天堂   | 1985年9月13日  |
| ドンキーコング           | 任天堂   | 1983年7月15日  |
| アイスクライマー         | 任天堂   | 1985年1月30日  |
| エキサイトバイク         | 任天堂   | 1984年11月30日 |
| ゼルダの伝説1            | 任天堂   | 1994年2月19日  |
| パックマン               | ナムコ   | 1984年11月2日  |
| ゼビウス                 | ナムコ   | 1984年11月8日  |
| マッピー                 | ナムコ   | 1984年11月14日 |
| ボンバーマン             | ハドソン | 1985年12月20日 |
| スターソルジャー         | ハドソン | 1986年6月13日  |

### 第2弾
『ドクターマリオ』は『NINTENDOパズルコレクション』のジョイキャリー版をベースにしているが、よりファミリーコンピュータ版に近付き、画面が調整され、対戦も出来るようになった。
| タイトル                      | メーカー | 発売日         |
| ----------------------------- | -------- | -------------- |
| マリオブラザーズ              | 任天堂   | 1983年9月9日   |
| クルクルランド                | 任天堂   | 1984年11月22日 |
| バルーンファイト              | 任天堂   | 1985年1月22日  |
| レッキングクルー              | 任天堂   | 1985年6月18日  |
| ドクターマリオ                | 任天堂   | 1990年7月27日  |
| ディグダグ                    | ナムコ   | 1985年6月4日   |
| 高橋名人の冒険島              | ハドソン | 1986年9月12日  |
| 魔界村                        | カプコン | 1986年6月13日  |
| ツインビー                    | コナミ   | 1986年1月7日   |
| がんばれゴエモン!からくり道中 | コナミ   | 1986年7月30日  |

### ディスクシステムセレクション
『ファミコン探偵倶楽部PartII うしろに立つ少女』は任天堂の製品で初めて対象年齢が付いた（CERO：C（15才以上対象））。
| タイトル                                               | メーカー | 発売日                                      |
| ------------------------------------------------------ | -------- | ------------------------------------------- |
| スーパーマリオブラザーズ2                              | 任天堂   | 1986年6月3日                                |
| 謎の村雨城                                             | 任天堂   | 1986年4月14日                               |
| メトロイド                                             | 任天堂   | 1986年8月6日                                |
| 光神話 パルテナの鏡                                    | 任天堂   | 1986年12月19日                              |
| リンクの冒険                                           | 任天堂   | 1987年1月14日                               |
| ふぁみこんむかし話 新・鬼ヶ島 前後編                   | 任天堂   | 1987年9月4日（前編） 1987年9月30日（後編）  |
| ファミコン探偵倶楽部 消えた後継者 前後編               | 任天堂   | 1988年4月27日（前編） 1988年6月14日（後編） |
| ファミコン探偵倶楽部PartII うしろに立つ少女 前後編     | 任天堂   | 1989年5月23日（前編） 1989年6月30日（後編） |
| 悪魔城ドラキュラ                                       | コナミ   | 1986年9月26日                               |
| SDガンダムワールド ガチャポン戦士 スクランブルウォーズ | バンダイ | 1987年11月20日                              |

### 景品
機動戦士Ζガンダム・ホットスクランブル
メーカー：バンダイ / オリジナル版発売日：1986年8月28日
2004年3月18日に発売されたニンテンドー ゲームキューブ用ゲームソフト『機動戦士ガンダム 戦士達の軌跡』を購入した応募者の中から、抽選で2000人に送られた景品。
第2次スーパーロボット大戦
メーカー：バンプレスト / オリジナル版発売日：1991年12月29日
2004年12月16日に発売されたニンテンドーゲームキューブ用ゲームソフト『スーパーロボット大戦GC』を購入した応募者の中から、抽選で2000人に送られた景品。ニンテンドーDS用ゲームソフト『スーパーロボット大戦W』と『スーパーロボット大戦K』には、このソフトをDSやDS Lite本体のGBAスロットに挿入することで入手できる強力なアイテムが存在する。

## 海外でのシリーズ
北米ではClassic NES Series、ヨーロッパではNES Classicsという名称で同様のシリーズが発売されている。また、ファミコンの日本国外版にあたる“Nintendo Entertainment System”用のソフト内容に変更されている。タイトルは以下の通り。
- Classic NES Series 1/NES Classics Series 1（北米では2004年6月7日、ヨーロッパでは同年7月9日発売）
  - Super Mario Bros.（スーパーマリオブラザーズ）
  - Ice Climber（アイスクライマー）
  - The Legend of Zelda（ゼルダの伝説1）
  - Xevious The Avenger（ゼビウス）
  - Donkey Kong（ドンキーコング）
  - Excite Bike（エキサイトバイク）
  - Pac-man（パックマン）
  - Bomber Man（ボンバーマン）
- Classic NES Series 2/NES Classics Series 2（北米では2004年10月25日、ヨーロッパでは2005年1月7日発売）
  - Dr. Mario（Dr.マリオ）
  - Castlevania（悪魔城ドラキュラ）
  - Zelda II: The Adventure of Link（リンクの冒険）
  - Metroid（メトロイド）

また、これ以外にもカードeでNES用ソフトを供給するNES カードeというシリーズが出ていた。

## ディスクシステムのロード画面
ディスクシステムセレクションでは、ディスクシステムの起動画面、ロード画面が再現された。
これは、ゲームボーイアドバンス本体の電源を入れる際に、AまたはBボタンを押したまま電源を入れ、Nintendoのロゴが消えて本来タイトル画面が出てくるタイミングまで押し続けることで見ることができる。
また、このロード画面表示中、さらにBボタンを押すと、当時のドライブ実機においてディスクを挿入した直後の「NOW LOADING...」表示・コピーライト画面が表示されてから本編のゲームがスタートする作りになっている（ロード画面でAを押すとコピーライト表示をスキップし、ゲームタイトルが出てくる）。また、パネルが降りてくる際、ディスクシステムでは画面が激しく点滅していたが、光過敏性発作への配慮のため、点滅表現が抑えられている。